# Nik Caner-Medley
Niklas Anthony Caner-Medley (Beverly, Massachusetts, 20. listopada 1983.) američki je profesionalni košarkaš. Igra na poziciji krilnog centra, a trenutačno je član španjolskog MMT Estudiantesa. Prijavio se na NBA draft 2006., ali nije bio izabran od strane nijedne momčadi.

## Karijera

### Srednja škola
Nik je 2002. maturirao u srednjoj školi Deering High School u Portlandu. Od udruge srednjoškolskih košarkaških trenera dobio je nagradu za igrača godine, a dobio je nagrade za igrača godine i Gatorade igrača godine savezne države Maine. U odličnoj posljednjoj godini, postigao je školski rekord od 51 koša protiv srednje škole South Portland, a u dvije utakmice zaredom postigao preko 40 poena. Odveo je srednju školu do dvije uzastopne titule državnog prvaka.  

### Sveučilište
Postao je prvim freshmanom Marylanda nakon sezone 1999./00. i Stevea Blakea, koji je odmah zaigrao u startnoj petorci. Na prvoj godini igrao je poziciji niskog krila i u prosjeku postizao 5.9 poena i 3.5 skokova. Na otvaranju NCAA turnira protiv Sjeverne Karoline iz Wilmingtona postigao je 12 poena i 2 skoka. Na drugoj godini odigrao je svih 32 utakmice i završio kao treći strijelac momčadi s 12.2 poena po utakmici. 10. prosinca 2003. protiv prvih nositelja turnira Floride, odigrao je utakmicu sezone i zabilježio 22 poena.
Na trećoj godini s 16.0 poena bio je prvi strijelac, dok je s 6.2 skoka i 43 ukradene lopte bio treći skakač, odnosno drugi kradljivac momčadi. U 27 od 32 odigrane utakmice bilježio je dvoznamenkasti učinak, u 10 utakmice postigao je 20 ili više poena, a u 13 odigranih utakmica bio prvi strijelac sveučilišta. 15. siječnja 2005. odigrao je utakmicu karijere, postigavši 35 poena (šut 14/21) protiv sveučilišta Temple. Izabran je u All-ACC treću petorku. 
Na posljednjoj četvrtoj godini bio je prvi strijelac momčadi s 15.3 poena u prosjeku, dok je još bilježio 6 skokova i 2 asistencije po utakmici. Na kraju sezone proglaše je za najkorisnijeg igrača momčadi i dobio priznanje u All-ACC treću petorku. Nik je jedan od petorice igrača Marylanda (Walt Williams, Johnny Rhodes, Laron Profit i Terence Morris) koji su sveučilišnu karijeru završili s preko 1500 postignutih poena, 500 ili više skokova, 200 ili više asistencija, 100 ukr. lopti i 50 blokada. 

### NBA i Europa
Prijavio se na NBA draft 2006. godine, ali nije bio izabran od strane nijedne NBA momčadi. Kao slobodan igrač potpisao je za Detroit Pistonse i za njih igrao na ljetnoj NBA ligi u Las Vegasu 2006. godine. Ondje je zaradio stres frakturu stopala i pet mjeseci proveo izvan parketa. Nakon dugotrajne rehabilitacije, Nik se potpuno oporavio i u veljači 2007. potpisao za njemački Artland Dragons. Dragonsima je pomogao da dođu do finala prvenstva Njemačke. Natrag se vratio u Ameriku i u dresu Sacramento Kingsa igrao na ljetnoj NBA ligi u Las Vegasu 2007. godine. Nije uspio izboriti svoje mjesto u sastavu, ali je u studenome 2007. nastupao za Sioux Falls Skyforce u NBDL ligi. Usprkos tome što je u prosincu u prosjeku postizao 22 poena i 11.5 skokova, Nik je napustio NBDL ligu i otišao u španjolsku Gran Canariju. 2008. ponovo je igrao Ljetnu ligu, ovaj put u dresu Los Angeles Lakersa. Kako nije uspio izboriti svoje mjesto u sastavu, Nik se natrag vraća u Španjolsku i potpisuje za španjolsku Cajasol Sevillu. Od ljeta 2009. član je španjolskog MMT Estudiantesa. 

## Vanjske poveznice
- Profil  Arhivirana inačica izvorne stranice od 10. rujna 2010. (Wayback Machine) na ACB.com
- Profil  Arhivirana inačica izvorne stranice od 29. studenoga 2011. (Wayback Machine) na sveučilištu Maryland
- Draft profil na NBA.com